# Меньщиков, Александр Иванович
Александр Иванович Меньщиков (род. 1 октября 1973, Курган) — российский борец классического (греко-римского) стиля, чемпион мира по греко-римской борьбе, заслуженный мастер спорта России, заслуженный тренер России, кандидат педагогических наук. Директор Государственного бюджетного учреждения Краснодарского края «Региональный центр спортивной подготовки по спортивной борьбе».

## Биография
Александр Иванович Меньщиков родился 1 октября 1973 года в городе Кургане Курганской области.
Начал заниматься борьбой в 1985 году в спортивном клубе «Богатырь» у Михаила Анатольевича Шумкова. В 17 лет выполнил норматив мастера спорта СССР. В 1989 году был приглашён в сборную команду области, где тренировался под руководством заслуженного тренера России Вадима Фёдоровича Горбенко. В крупных соревнованиях начал выступать с 1990 года.
Трудовую деятельность Меньщиков начал в 1992 году на должности спортсмена-инструктора по греко-римской борьбе. С 1995 года входил в состав сборной команды страны по греко-римской борьбе.
В 1997 году окончил факультет физвоспитания Курганского государственного педагогического института, в 2007 году — Уральскую академию государственной службы.
В ноябре 2006 года вошёл в состав тренерского штаба сборной России по греко-римской борьбе, старший тренер сборной России по греко-римской борьбе. В качестве старшего тренера сборной России по греко-римской борьбе принял участие в XXIX Олимпийских Играх в Пекине (Китай) (2008).
15 декабря 2013 года стал одним из факелоносцев эстафеты олимпийского огня зимних Олимпийских игр 2014 года Он принёс факел на площадь Ленина, поднялся с факелом на сцену, где его ждали губернатор Олег Богомолов, глава Кургана Павел Кожевников и руководитель городской администрации Александр Якушев. Они зажгли городскую чашу олимпийского огня.
Член Курганского регионального Совета сторонников ВПП «Единая Россия».
Работал заместителем директора государственного казённого образовательного учреждения дополнительного образования детей «Областная специализированная детско-юношеская спортивная школа олимпийского резерва № 2» по спортивной работе (Курганская область), с 3 февраля 2014 года стал директором. Организация ликвидирована: 3 ноября 2017 года.
Был ооучредителем и президентом общественной организации «Курганская областная федерация спортивной борьбы», 2 сентября 2016 года президентом ОО «КОФСБ» стал Сергей Александрович Кунтарев.
Со 2 сентября 2019 года директор Государственного бюджетного учреждения Краснодарского края «Региональный центр спортивной подготовки по спортивной борьбе».

## Награды и звания
- Медаль ордена «За заслуги перед Отечеством» I степени
- Медаль ордена «За заслуги перед Отечеством» II степени
- Почётная грамота Президента Российской Федерации (2013)
- «Заслуженный мастер спорта России» (1998)
- «Заслуженный тренер России»
- Чемпион Мира по греко-римской борьбе (1998)
- Серебряный призёр Чемпионата Мира (2002)
- 2-х кратный призёр Чемпионата Европы и Кубка Мира
- 5-и кратный победитель международного турнира памяти Ивана Поддубного
- Неоднократный победитель и призёр крупных международных турниров, выступавший в 15 странах мира
- 5-и кратный призёр России
- 4-х кратный чемпион России
- Участник XXVII Олимпийских Игр в Сиднее (Австралия) (2000), занял 13-е место проиграв Вячеславу Олейнику (Украина) и Валерию Циленьту (Республика Беларусь)
- В качестве старшего тренера сборной России по греко-римской борьбе принял участие в XXIX Олимпийских Играх в Пекине (Китай) (2008)

## Турнир
Турнир по греко-римской борьбе «Зауралье» проводится с 1962 года, в 1995 году был переименован в турнир по греко-римской борьбе памяти чемпиона мира среди железнодорожников Николая Ефремовича Нелюбина. С 2007 года турнир носит название «Всероссийский турнир на призы чемпиона мира, заслуженного мастера спорта России, заслуженного тренера России А.И. Меньщикова, с 2018 года переименован на всероссийский турнир памяти В.Ф. Горбенко.

## Семья
Жена — Юлия Владимировна.